# 国民連合 (ラトビア)
国民連合(こくみんれんごう) とは、ラトビアの右派政党。公式名称は国民連合「すべてをラトビアのために！- "祖国と自由のために/ LNNK"」(ラトビア語: Nacionālā apvienība „Visu Latvijai!” – „Tēvzemei un Brīvībai/LNNK”、略称:NA)。現在、サエイマ (国会) では13議席を有し、第4党となっている。党は保守派、ラトビア民族主義者、そして経済的自由主義者で構成される。
元々は2010年の議会選挙における「祖国と自由のために/ LNNK」と「すべてをラトビアのために！」間の選挙連合として結成された。このときの選挙戦では8議席を獲得し第4の勢力となった。その後ガイディス・ベールジンシュとライヴィス・ジンタルスの主導で、2011年7月に一つの政党に合併した。